# Lekkoatletyka na Letnich Igrzyskach Paraolimpijskich 2012 – 200 metrów T12 kobiet
W biegu na 200 metrów kl. T12 kobiet podczas Letnich Igrzysk Paraolimpijskich 2012 rywalizowało ze sobą 12 zawodniczek. W konkursie udział wzięły osoby niewidome lub bardzo słabo widzące.

## Wyniki

### Eliminacje

#### Bieg 1
| Miejsce | Zawodniczka                       | Państwo  | Czas  | Uwagi |
| ------- | --------------------------------- | -------- | ----- | ----- |
| 1.      | Assia El Hannouni                 | Francja  | 24.80 | Q, WR |
| 2.      | Zhou Guohua                       | Chiny    | 24.89 | q, AS |
| 3.      | Wolha Zinkewicz                   | Białoruś | 26.97 | PB    |
| 4.      | Daniela Eugenia Velasco Maldonado | Meksyk   | 26.97 |       |

#### Bieg 2
| Miejsce | Zawodniczka              | Państwo  | Czas  | Uwagi |
| ------- | ------------------------ | -------- | ----- | ----- |
| 1.      | Oksana Boturczuk         | Ukraina  | 25.20 | Q, PB |
| 2.      | Alice de Oliveira Correa | Brazylia | 25.92 | PB    |
| 3.      | Hanka Kolnikova          | Słowacja | 26.32 |       |
| 4.      | Maria Elisa Muchavo      | Mozambik | 28.28 | PB    |

#### Bieg 3
| Miejsce | Zawodniczka          | Państwo         | Czas  | Uwagi  |
| ------- | -------------------- | --------------- | ----- | ------ |
| 1.      | Zhu Daqing           | Chiny           | 24.80 | Q, =WR |
| 2.      | Libby Clegg          | Wielka Brytania | 25.10 | PB     |
| 3.      | Elisabetta Stefanini | Włochy          | 27.14 |        |
| 4.      | Hanah Ngendo Mwangi  | Kenia           | DSQ   |        |

### Finał
| Miejsce | Zawodniczka       | Państwo | Czas  | Uwagi |
| ------- | ----------------- | ------- | ----- | ----- |
|         | Assia El Hannouni | Francja | 24.46 | WR    |
|         | Zhou Guohua       | Chiny   | 24.66 | AS    |
|         | Zhu Daqing        | Chiny   | 24.88 |       |
| 4.      | Oksana Boturczuk  | Ukraina | 24.92 | PB    |